# Il y a des jours... et des lunes
Il y a des jours... et des lunes is een Franse dramafilm uit 1990 onder regie van Claude Lelouch.

## Verhaal
De volle maan valt samen met het begin van de zomertijd. Daardoor beïnvloedt de stand van de maan het gemoed en het lot van verschillende mensen.

## Rolverdeling
| Acteur            | Personage            |
| ----------------- | -------------------- |
| Gérard Lanvin     | Vrachtwagenchauffeur |
| Patrick Chesnais  | Arts                 |
| Annie Girardot    | Eenzame vrouw        |
| Marie-Sophie L.   | Sophie               |
| Francis Huster    | Priester             |
| Vincent Lindon    | Herbergier           |
| Philippe Léotard  | Zanger               |
| Gérard Darmon     | Politieagent         |
| Paul Préboist     | Gepensioneerde       |
| Serge Reggiani    | Vader van Sophie     |
| Véronique Silver  | Moeder van Sophie    |
| Christine Boisson | Herbergierster       |
| Charles Gérard    | Kok                  |
| Michel Creton     | Man met het mes      |
| Caroline Micla    | Bruid                |
| Florence Pernel   | Secretaresse         |